# عبيد بن عمير الليثي
أبو عاصم عبيد بن عمير الليثي (نحو 5 هـ - 73 هـ): ذكر البخاري أنه رأى النبي ﷺ، وعداده في كبار تابعي مكي. أحد رواة الحديث النبوي، وهو أول من قصّ القصص لوعظ الناس في الإسلام في خلافة عمر بن الخطاب، قال ابن سعد البغدادي: «أول من قص عبيد بن عمير على عهد عمر بن الخطاب».

## سيرته
ولد أبو عاصم عبيد بن عمير بن قتادة الليثي في حياة النبي محمد، ولأبيه عمير بن قتادة صُحبة. كان عبيد بن عمير أول من جلس لوعظ الناس بالقصص على عهد عمر بن الخطاب، وكان عبد الله بن عمر من بين من يحضرون مجلسه. كان عبيد بن عمير من أكثر الناس بلاغة، وكان ينخرط في الوعظ، ويبكي حتى يبلل الحصى بدموعه.
توفي عبيد بن عمير سنة 73 هـ، قبل ابن عمر بأيام يسيرة.

## روايته للحديث النبوي
- روى عن: أبيه عمير بن قتادة الليثي وعمر بن الخطاب وعلي بن أبي طالب وأبي ذر الغفاري وعائشة بنت أبي بكر وأبي موسى الأشعري وعبد الله بن عباس[5] وأبي بن كعب وعبد الله بن حبشي وعبد الله بن عمر بن الخطاب وعبد الله بن عمرو بن العاص وأبي سعيد الخدري وأبي هريرة وأم سلمة.[6]
- روى عنه: ابنه عبد الله بن عبيد وعطاء بن أبي رباح وابن أبي مليكة وعمرو بن دينار وعبد العزيز بن رفيع وأبو الزبير المكي[5] وأبو سفيان طلحة بن نافع وعبد الحميد بن سنان وعبيد الله بن أبي يزيد المكي وعلي الأزدي وقطن بن وهب ومجاهد بن جبر ومسلم بن شداد ومعاوية بن قرة المزني ووهب بن كيسان ويسار أبو نجيح ويوسف بن ماهك وأبو بكر بن عبيد الله بن أبي مليكة.[6]
- الجرح والتعديل: قال الذهبي: «كان من ثقات التابعين، وأئمتهم بمكة»،[5] وقال ابن سعد: «كان ثقة كثير الحديث»،[4] كما وثّقه يحيى بن معين وأبو زرعة الرازي، وروى له الجماعة.[6]